# Elecciones vicepresidenciales de India de 2022
Las elecciones vicepresidenciales de India de 2022 se llevaron a cabo el 6 de agosto de 2022. 
El anuncio fue hecho por la Comisión Electoral de India. El artículo 56 (1) de la Constitución de la India establece que el Vicepresidente de India permanecerá en el cargo por un período de cinco años y ocupará el cargo el 6 de agosto de 2022. El ganador de esta elección reemplazará al actual vicepresidente Venkaiah Naidu. El 16 de julio de 2022, Jagdeep Dhankhar, el entonces gobernador en funciones de Bengala Occidental, fue nominado candidato a vicepresidente por el Partido Popular Indio. El 17 de julio de 2022, Margaret Alva fue anunciada como candidata a la vicepresidencia de los partidos de oposición por UPA.
El ganador de la elección fue Jagdeep Dhankhar.

## Sistema electoral
El vicepresidente es elegido por un colegio electoral que incluye a miembros del Rajya Sabha y del Lok Sabha. Los miembros nominados de las cámaras mencionadas también son elegibles para votar en el proceso de elección. La votación se realiza mediante papeleta secreta.

## Calendario electoral
En virtud de la subsección (1) de la Sección (4) de la Ley de Elecciones Presidenciales y Vicepresidenciales de 1952, la Comisión Electoral de India anunció el calendario para la elección del Vicepresidente de la India el 29 de junio de 2022.
| S. No. | Evento                                                                    | Fecha               | Día       |
| ------ | ------------------------------------------------------------------------- | ------------------- | --------- |
| 1.     | Emisión de la notificación de la comisión electoral convocando a elección | 5 de julio de 2022  | Martes    |
| 2.     | Última fecha para hacer las nominaciones                                  | 19 de julio de 2022 | Martes    |
| 3.     | Fecha para el escrutinio de candidaturas                                  | 20 de julio de 2022 | Miércoles |
| 4.     | Último día para el retiro de candidaturas                                 | 22 de julio de 2022 | Viernes   |
| 5.     | Fecha en la que se procederá, en su caso, a la votación                   | 6 de agosto de 2022 | Sábado    |
| 6.     | Fecha en que se realizará el conteo, si se requiere                       | 6 de agosto de 2022 | Sábado    |